# Comarque de Camero Nuevo
Camero Nuevo dans la comarque de Tierra de Cameros, (La Rioja - Espagne) se situe dans la région de Rioja Media, dans la zone de Montagne.

## Géographie
Sept vallées partent de la Cordillère Ibérique vers le nord, ouvrant sillon dans les terres de La Rioja vers l'Ebre.
Une de ces sept vallées est celle de la rivière Iregua, rivière qui jaillit dans les pentes du nord de la cordillère qui unit la Sierra Cebollera avec le Château de Vinuesa.
Dans la partie montagneuse de la vallée de l'Iregua est encaissé le Camero Nuevo.
Le Camero Nuevo, bordant au Sud avec Soria, à l'Est avec la vallée du Leza, - bassin du Camero Viejo - et à l'Ouest sa limite est la vallée du Najerilla. Par le nord elle se termine avec les rochers de Viguera.

## Localités
Almarza de Cameros, El Rasillo de Cameros, Gallinero de Cameros, Lumbreras, Montenegro de Cameros, Nestares, Nieva de Cameros, Ortigosa de Cameros, Pinillos, Pradillo, Torrecilla en Cameros, Viguera, Villanueva de Cameros, Villoslada de Cameros, son pueblos que se encuentran en el Camero Nuevo. Otros sólo se ven cuando bajan las aguas de los pantanos y también quedan restos de los que fueron abandonados.